# Lucky You
Pour plus de détails, voir Fiche technique et Distribution.
Lucky You ou La chance dans la balance au Québec est un film américano-australo-allemand réalisé par Curtis Hanson et sorti en 2007.
Le film reçoit des critiques globalement négatives et est un échec cuisant au box-office.

## Synopsis
À Las Vegas, Huck Cheever est connu comme étant un joueur de poker flambeur et risque-tout. Dans sa vie privée, il ne prend en revanche aucun risque et refuse toute relation stable et de longue durée. Alors que démarrent les World Series of Poker 2003, il va croiser sur sa route un adversaire de taille : l'ancien double champion du monde L. C. Cheever, qui n'est autre que son père, qui l'a jadis abandonné. Huck est malgré tout bien déterminé à remporter ce tournoi ainsi que les faveurs de la jeune chanteuse Billie Offer.

## Fiche technique

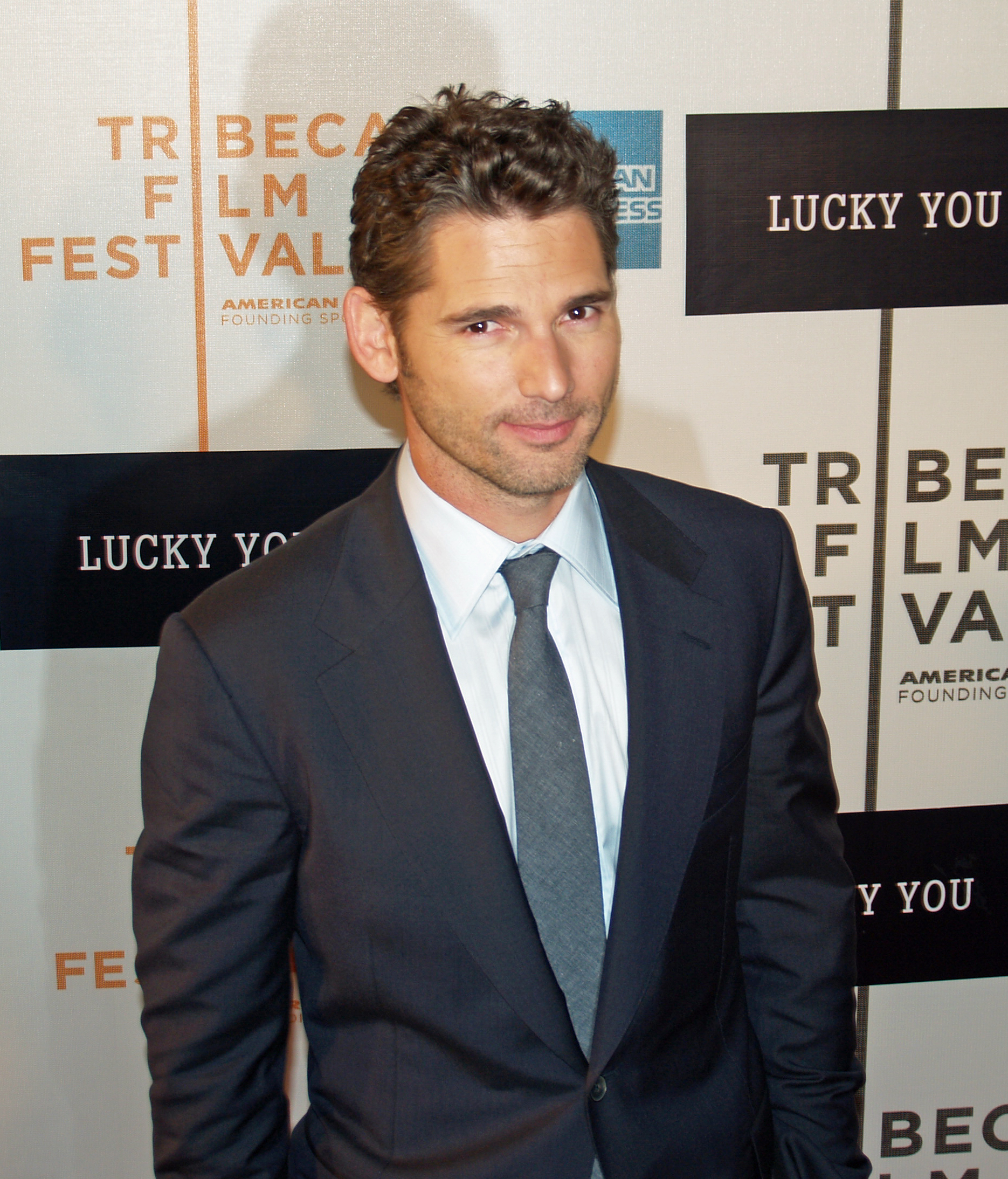
L'acteur principal Eric Bana à la première du film au Tribeca Film Festival 2007.

- Titre original et français : Lucky You
- Titre québécois : La chance dans la balance
- Réalisation : Curtis Hanson
- Scénario : Eric Roth et Curtis Hanson
- Musique : Christopher Young
- Photographie : Peter Deming
- Montage : William Kerr et Craig Kitson
- Décors : Clay A. Griffith
- Costumes : Michael Kaplan
- Pays de production :  États-Unis,  Allemagne et  Australie
- Format : Couleurs - 2,35:1 - Dolby Digital - 35 mm
- Genre : drame, romance
- Durée : 122 minutes
- Dates de sortie :
  - États-Unis : 4 mai 2007
  - France : 9 mai 2007
  - Belgique : 18 juillet 2007

## Distribution

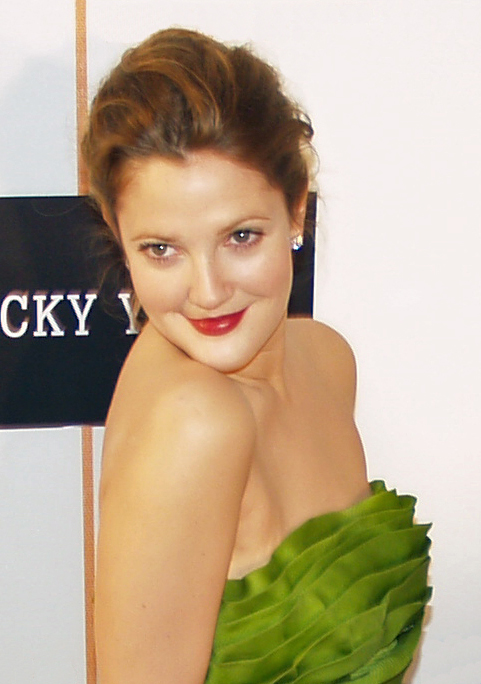
L'actrice principale Drew Barrymore, également en mai 2007.

- Eric Bana (VF : Franck Capillery) : Huck Cheever
- Drew Barrymore (VF : Coraly Zahonero) : Billie Offer
- Horatio Sanz (en) (VF : Daniel Lafourcade) : Ready Eddie
- Joey Kern : l'admirateur de Billie
- Debra Messing (VF : Emmanuelle Bondeville) : Suzanne Offer
- Jean Smart (VF : Maïté Monceau) : Michelle Carson
- Charles Martin Smith (VF : Jacques Bouanich) : Roy Durucher
- Robert Duvall (VF : Claude Brosset) : L. C. Cheever
- Delaine Yates : Ginger
- Phyllis Somerville (VF : Pascale Jacquemont) : Pawnbroker
- Robert Downey Jr. (VF : Bernard Gabay) : Telephone Jack
- Yetta Gottesman : Larita
- Saverio Guerra : Lester
- Bill McKinney : le caissier

Plusieurs joueurs de poker professionnels apparaissent dans le film :
- Sam Farha
- Barry Greenstein
- Daniel Negreanu
- Doyle Brunson
- Johnny Chan
- Antonio Esfandiari
- Chris Ferguson
- Dan Harrington
- Phil Hellmuth
- John Juanda
- Mike Matusow
- Erik Seidel
- Jennifer Harman : Shannon Kincaid

## Production

### Genèse et développement
Coauteur du scénario, Curtis Hanson voulait depuis quelque temps faire un film dans l'univers du poker :

« J'avais envie d'inscrire l'histoire d'une relation filiale et amoureuse dans le monde du poker parce que j'ai toujours été fasciné par le fait que les dons nécessaires à une bonne pratique du poker sont diamétralement opposés à ceux qu'appelle une bonne relation personnelle. La tromperie ou le bluff, qui peuvent compromettre à jamais une histoire d'amour, font partie intégrante du jeu. À la table de poker, il n'y a aucune place pour l'esprit de solidarité : c'est un sport individuel qui se dispute là. Le joueur doit être totalement focalisé sur lui-même. Il ne peut sympathiser avec quiconque, il ne doit pas se demander si l'adversaire peut ou non se permettre de perdre. À l'inverse, une bonne relation amoureuse est basée sur l'empathie, le souci de l'autre, l'honnêteté, voire l'abnégation. Au vu de cette dichotomie, il m'a semblé que le poker pouvait être à la fois la métaphore et le miroir des différentes relations évoquées dans ce film. »

Par ailleurs, il explique pourquoi le film se déroule en 2003 :

« Nous avons situé l'intrigue en 2003, année charnière dans l'histoire du jeu. C'est là que le poker a littéralement explosé sur Internet, donnant l'occasion aux amateurs du monde entier de se perfectionner en ligne. Cette année-là, des minicaméras ont fait leur entrée dans les salles de jeu, dévoilant la "main" des joueurs et permettant aux téléspectateurs d'apprécier la stratégie des grands pros. C'est également en 2003 qu'un joueur inconnu, Chris Moneymaker, a remporté les World Series, incitant du même coup chaque amateur à rêver qu'il pouvait en faire autant (...) En 2002, les World Series réunirent 631 joueurs. En 2006, il y en eut plus de... 8000 ! Des joueurs aguerris se trouvent aujourd'hui opposés à des jeunes qui ont fait leur apprentissage sur ordinateur. »

— Curtis Hanson

### Attribution des rôles
Plusieurs véritables joueurs apparaissent dans le film. Par ailleurs, certains ont officié comme consultants auprès de l'équipe du film, comme Doyle Brunson.

### Tournage
Le tournage a lieu de mars à mai 2005. Il se déroule dans le Nevada (Las Vegas, Henderson) et à Los Angeles. Pour les scènes au Bellagio, l'équipe a du recréer les décors en studio car le casino était en travaux. La production a cependant pu acquérir d'anciennes tapisseries, meubles, tapis et accessoires vendus aux enchères par l'établissement.

## Bande originale
L'album de la bande originale de Lucky You est publié le 24 avril 2007.
Le film contient une chanson inédite de Bob Dylan, Huck's Tune, plus tard publiée sur sa compilation The Bootleg Series Vol. 8: Tell Tale Signs. Le chanteur avait déjà travaillé avec Curtis Hanson sur le film Wonder Boys (2000).
| 1.    | Lucky Town                                             | Bruce Springsteen  | 3:27 |
| 2.    | Dance Me to the End of Love (reprise de Leonard Cohen) | Madeleine Peyroux  | 3:56 |
| 3.    | Choices                                                | George Jones       | 3:26 |
| 4.    | Maybe This Time                                        | Liza Minnelli      | 3:30 |
| 5.    | The Fever                                              | Bruce Springsteen  | 7:36 |
| 6.    | Bartender's Blues                                      | Bonnie Raitt       | 4:26 |
| 7.    | They Ain't Got 'Em All                                 | Kris Kristofferson | 2:54 |
| 8.    | The Cold Hard Truth                                    | Drew Barrymore     | 4:26 |
| 9.    | Like a Rolling Stone                                   | Bob Dylan          | 6:10 |
| 10.   | Let It Ride                                            | Ryan Adams         | 3:25 |
| 11.   | I Always Get Lucky with You (reprise de George Jones)  | Drew Barrymore     | 3:20 |
| 12.   | Huck's Tune (chanson inédite)                          | Bob Dylan          | 4:00 |
| 50:36 |                                                        |                    |      |

## Accueil
Le film est un échec au box-office. Sorti en même temps que Spider-Man 3 aux États-Unis, il n'enregistre que 2,7 millions de dollars pour son démarrage, soit un ratage historique. Lucky You ne totalise finalement que 8 461 686 $ de recettes mondiales. En France, le film n'attire que 90 783 spectateurs en salles.

## Clins d'œil
Le prénom du personnage principal est un hommage à Huck Seed, vainqueur du Main Event des World Series of Poker 1996.
La main avec une paire de 10 et une paire de 4 est un clin d'œil à l'acteur Broderick Crawford et sa célèbre série télévisée des années 1950 Highway Patrol, dans laquelle il utilisait régulièrement le code radio « 10-4 ».